# Jewel (TRICERATOPSの曲)
「Jewel」 （ジュエル）は、日本のロックバンド、TRICERATOPSの19thシングル。2004年10月20日 、ビクターエンタテインメントよりリリース。 

## 内容
- 前作より9ヶ月ぶりのリリース。
- 初回限定盤と通常盤の2形態でリリース。初回盤はCD-EXTRA仕様で、2004年5月10日に行われた“LICKS&ROCKS TOUR'04" FINAL公演(SHIBUYA-AX)より 「Johnny Depp」のLIVE映像が収録されている。
- テレビ神奈川『saku saku』 2004年10月度エンディングテーマ

## 収録曲
1. Jewel (3:42)
2. Custard Cream (4:00)

全作詞・作曲：和田唱　編曲：TRICERATOPS